# Anoda
Anoda es un género de plantas con flores en la familia de las Malvaceae, con 23 o 24 especies de esas herbáceas, muchas nativas de México y de Sudamérica. Son generalmente plantas erectas con una variedad de formas de hoja, y coloridas flores, y apreciable fruta.

## Descripción
Son hierbas perennes, postradas o erectas; tallos generalmente híspidos con tricomas patentes o algo retrorsos. Hojas variables, ovadas, hastadas o palmatilobadas, crenadas o subenteras, muchas veces con una mancha morada a lo largo del nervio medio y a veces también en el margen. Flores solitarias en las axilas, largamente pediceladas; calículo ausente; cáliz 5–10 mm de largo cuando en flor, acrescente hasta 12–20 mm de largo cuando en fruto, híspido; pétalos 8–26 mm de largo, morados o raramente blancos. Frutos oblatos o discoides, 8–11 mm de diámetro excluyendo las espinas, híspidos, carpidios 11–17, con espinas de 1.5–4 mm de largo en el dorso, las paredes laterales evanescentes; semillas solitarias, endocarpo presente o ausente.

## Taxonomía
El género fue descrito por Antonio José Cavanilles y publicado en Monadelphiae Classis Dissertationes Decem 1: 38–40, pl. 10, f. 3, pl. 11, f. 1–2. 1785. La especie tipo es: Anoda hastata Cav.
Etimología
Anoda: nombre genérico que deriva según Stearns, de una palabra cingalesa (Ceilan para una especie del género Abutilon. Umberto Quattrocchi da dos etimologías alternativas: (1) "del griego: a = "sin", y odous , odontos = "dientes", por las hojas, y (2) del griego a = "sin", y del latín nodus = "una articulación o un nodo," ya que la floración falta de los nodos.

## Especies
- Anoda abutiloides - anoda Indiana
- Anoda acerifolia
- Anoda crenatiflora
- Anoda cristata - violeta del campo
- Anoda lanceolata - anoda lanceolada
- Anoda pentaschista - field anoda
- Anoda reticulata
- Anoda thurberi - anoda de Arizona